# Eltingshausen
Eltingshausen ist ein Gemeindeteil der Gemeinde Oerlenbach im unterfränkischen Landkreis Bad Kissingen in Bayern.

## Geographische Lage
Das Pfarrdorf Eltingshausen liegt nordwestlich von Oerlenbach. Die durch den Ort verlaufende Kreisstraße KG 6 führt in nordwestlicher Richtung über Reiterswiesen nach Bad Kissingen und mündet in südöstlicher Richtung in Oerlenbach. Die ebenfalls durch den Ort verlaufende Kreisstraße KG 43 mündet in südwestlicher Richtung in die Bundesstraße 286 und führt in östlicher Richtung, die Bundesstraße 19 kreuzend, nach Rottershausen. Westlich und südlich des Ortes verläuft die B 286, die in nordwestlicher Richtung über Arnshausen nach Bad Kissingen und in südlicher Richtung, teilweise parallel mit der B 19, über Poppenhausen nach Schweinfurt führt. Parallel zur B 286 verläuft die Bahnstrecke Ebenhausen–Bad Kissingen.
Östlich von Ebenhausen verläuft die Bundesautobahn 71 mit der Anschlussstelle Bad Kissingen/Oerlenbach in der Nähe. Ebenfalls östlich von Eltingshausen verläuft die B 19, die nordwärts nach Münnerstadt und südwärts nach Schweinfurt und Würzburg führt.
Durch Eltingshausen führt der Fränkische Marienweg.

## Geschichte

### Ortsgeschichte

#### Anfänge
Am 8. Oktober 777 erfolgte die Erwähnung eines „Eltingisbrunnen“; mit diesem Brunnen ist der heutige Eselsbrunnen gemeint, der sich in der Nähe von Hammelburg befindet. Die Erwähnung erfolgte im Rahmen einer Grenzfestlegung von Gütern, die das Kloster Fulda erworben hatte. Unter den 21 in der Urkunde genannten Namen findet sich neben den Grafen Heimann und Nidhart sowie den königlichen Vasallen Finold und Gunthram auch ein Elting. Die Urkunde ist im mainfränkischen Gebiet das älteste Dokument, das (neben dem damals üblichen Latein) auf Althochdeutsch geschrieben ist.
Eine weitere urkundliche Erwähnung eines Adeligen namens „Elting“ erfolgte 838. Zwischen 1164 und 1170 sollen Wortwin und Richard von Maßbach Güter in Eltingshausen besessen haben; 1216 verpfändete Graf Poppo III. seine Einkünfte aus dem Amt Ebenhausen und damit auch aus dem dazugehörigen Eltingshausen an das Hochstift Würzburg.
Als älteste existierende und damit nachweisbare Erwähnung Eltingshausens gilt eine Bodenlaubensche Urkunde von 1234, in der laut Monumenta Boica 37 267 ein Albertus de Eltingishusen als Zeuge genannt wird. Dies widerlegt die vorher übliche Annahme, Eltingshausen sei im Jahr 1286 von Heinrich von und zu Eltingshausen gegründet worden. Der Ortsname entwickelte sich aus „Eltingishusen“ (= „die Häuser des Elting“), wobei die Endung „-husen“ auf Rodungen durch Adelige, im Falle Eltingshausens aus dem das Gebiet des Ortes bewohnende Geschlecht Elting, hindeutet.

#### Mittelalter
Laut Monumenta Boica 37 300 waren Albertus de Eltingishusen und seine Familie ein Geschenk von Otto von Botenlauben, dem Hausherr der im heutigen Bad Kissinger Stadtteil Reiterswiesen gelegenen Burg Botenlauben, an das Hochstift Würzburg, als der Graf die Burg Bodenlaube an das Hochstift verkaufte. Dietrich von Bodenlauben wird für das Jahr 1291 als Lehensträger einer in Eltingshausen befindlichen Gült genannt.
Im Jahr 1274 kam das Ebenhausen und mit ihm Eltingshausen in den Besitz von Graf Hermann II. Henneberg-Aschacher Linie und ging 1315 nach einem Verkauf durch Heinrich VI. von Henneberg-Aschach an dessen Vetter Heinrich V. von Henneberg-Hartenberg.
Auch in der Folgezeit wurde Eltingshausen mehrfach erwähnt, so u. a. im Jahr 1303, als einerseits eine Hube in Eltingshausen von Eberhard von Maßbach an das Kloster Frauenroth ging und andererseits die Botenlaubener Lehensmänner Berthold, Dietrich II. und Marquart von Botenlauben in Eltingshausen Grundzinsen in Höhe von 36 Schilling erhielten. Im Jahr 1353 kam Eltingshausen zum Würzburgischen Amt Ebenhausen. Das Fehlen entsprechender Quellennachweise lässt vermuten, dass das Geschlecht Eltingshausen im Jahr 1465 mit Hans von und zu Eltingshausen ausstarb; der Familienbesitz ging an das Hochstift Würzburg.
Die Bürger von Eltingshausen wurden mehrfach Opfer von Missernten, und zwar 1219 durch einen harten Winter, 1275 durch Dauerregen, 1306 (harter Winter), in den Jahren 1312, 1313, 1346, 1347 und 1348 jeweils durch Dürre. Zusätzlich gab es in den Jahren 1275, 1313, 1356, 1363, 1425, 1426 und 1437 Pestepidemien in Eltingshausen.
Es gibt mehrere Anzeichen für die Existenz einer wichtigen Verkehrsstraße in Eltingshausen wie die Belehnung eines Apelius von Eltingshausen mit Zoll und Verwaltung (im Jahr 1333 durch Bischof Hermann II. Hummel von Lichtenberg) und der Belehnung von Endres von Eltingshausen mit dem Zoll des Ortes (im Jahr 1374 durch Gerhard von Schwarzburg). Anhand der Reste von Teilstrecken lässt sich vermuten, dass die Straße an Ebenhausen, Oerlenbach und dem Terzenbrunn vorbei nach Kissingen verlief.
Für das 14. Jahrhundert sind mehrere Beziehungspunkte mit dem Kloster Frauenroth belegt. So bekam Berthold Blümlein das zuvor an das Kloster verkaufte Familiengut zurück und verpflichtete sich zur jährlichen Lieferung von zwei Pfund Heller und vier Malter Korn. Als nach Blümleins Tod seine Witwe ihre Abgabepflichten nicht mehr erfüllen konnte, ging der Besitz wieder an das Kloster zurück. In den Jahren 1363 und 1370 gingen die Güter zweier Eltingshäusener Bürger an das Kloster.
Eine weitere Erwähnung des Ortes stammt aus dem Jahr 1455, als Georg von Henneberg von Eberhard zu Eckertsberg Güter in Eltingshausen erwarb.

#### Eltingshausen zu Beginn der Neuzeit
Im Rahmen des Bauernaufstandes von 1525 schloss sich Eltingshausen dem „Bildhäuser Haufen“ an; von den teilnehmenden Bauern aus Eltingshausen ist der Name Seyfried überliefert. Der „Bildhäuser Haufen“ scheiterte am 4. Juni 1525 in Meiningen. Sein Hauptmann Hans Schnabel wurde vom Eltingshäusener Rat ausgeliefert. Eltingshausen wurde durch Zahlung von 16 fl. vor der Zerstörung bewahrt. Zudem hatte jeder Hausgenosse als Entschädigung für die Zerstörungen während des Aufstandes drei Jahre lang 2,5 fl. zu zahlen. Die Bauern wurden ihres Viehs beraubt; Seyfried und sechs weitere Bauern wurden während des Raubzugs von Fürstbischof Konrad II. von Thüngen hingerichtet.
Über mögliche Auswirkungen des Zweiten Markgrafenkrieges im Jahr 1552 auf Eltingshausen gibt es keine Aufzeichnungen.
Von 1552 bis 1573 wurde Eltingshausen unter Pfarrer Jörg Müller, wie die anderen Orte der Pfarrei Ebenhausen, im Rahmen der Reformation protestantisch, was Fürstbischof Julius Echter von Mespelbrunn zur Gegenreformation veranlasste. Aller Wahrscheinlichkeit gehörte Eltingshausen zu Beginn des Dreißigjährigen Krieges wieder dem katholischen Glauben an. Während des Böhmisch-pfälzischen Krieges (1618–1623), der ersten Phase des Dreißigjährigen Krieges, wurde das Amt Ebenhausen und mit ihm Eltingshausen unter Fürstbischof Johann Gottfried I. von Aschhausen zur Versorgung des durchziehenden Heeres verpflichtet, was zu einer großen Notlage in der Bevölkerung führte. Eltingshausen wurde zur Deckung von Werbekosten und des Unterhalts der Truppen mehrfach geplündert. am 22. Januar 1632 flogen die Eltingshäusener vor den herannahenden Schweden nach Kissingen. Im Vergleich mit den umliegenden Orten hielten sich trotz mehrfacher Plünderungen die Schäden in Eltingshausen in Grenzen.
Im Jahr 1584 ging der hennebergische Besitz und damit auch Eltingshausen, nachdem am 2. Dezember 1583 mit Fürst Georg Ernst von Henneberg der letzte Henneberger gestorben war, an das Hochstift Würzburg ging. Ferner ist aus dem Jahr 1585 die Weihe neuer Altäre durch Fürstbischof Julius Echter von Mespelbrunn in Eltingshausen, Hain und Rottershausen belegt.
Zwischen 1650 und 1855 erreichte die Bebauung von Eltingshausen einen Entwicklungsstand, der sich bis vor wenigen Jahrzehnten noch halten sollte.
Das erste Schulhaus des Ortes entstand direkt neben der alten Linde vermutlich etwa zur gleichen Zeit wie in den Nachbardörfern Rottershausen (im Jahr 1670) und Oerlenbach (im Jahr 1692). Vorher waren die Kinder hauptsächlich auf ihre spätere Tätigkeit im elterlichen Hof und auf dem Feld vorbereitet worden. Der Schulmeister übte neben dem Unterrichten auch die Tätigkeit eines Küsters aus; daneben war der Ortspfarrer (bis 1919) zusätzlich auch als Lokalschulinspektor tätig.
Im Lauf des 18. Jahrhunderts regelte das 1670 mit dem Amt Botenlauben vereinigte Amt Ebenhausen in seinen Ortschaften und damit auch in Eltingshausen die Besetzung von Amtspersonen wie den Schultheiß, den Schulmeister, den Bauermeister (Dorfmeister), den Gemeindekassier, Feldgeschworene für Abmarkungen, Grenzsteinsetzungen und ähnliches, Flurer für die Einhaltung von Ruhe und Ordnung, den Hirten mit Verantwortung für das Gemeindevieh, den Landknechtsdiener, den Bettelvogt zur Eindämmung des Bettelns, den Feuerbesichtiger mit Zuständigkeit für Feuerstellen und Schlote. Dieses Gremium traf sich bei seinen Versammlungen beispielsweise in der Dorfschenke, da es zu dieser in Eltingshausen noch kein Rathaus gab.
Erneute Missernten erfolgten in den Jahren 1739 und 1745 (Winter, Stürme, Dürre), 1770 und 1816. Die wiederholt auftretenden, Kräfte zehrenden Katastrophen führten zu Auswanderungen einiger Einwohner nach Nord- und Ostdeutschland sowie Amerika und Russland.
Im Jahr 1745 entstand die St.-Martin-Kirche; die Bemalung der Deckenfresken und des Altarblatts erfolgte durch den Maler Johann Andreas Herrlein. Im Jahr 1824 wurde der Kirchturm um einen Glockenstuhl ergänzt; 1947/1949 erfolgte eine Erweiterung der Kirche. Dennoch musste die Bevölkerung von Eltingshausen den Gottesdienst in Ebenhausen besuchen, solange der Ort zur Pfarrei Ebenhausen gehörte, die nur über einen einzelnen Pfarrer und einen einzelnen Kaplan verfügte. Diese Situation änderte sich erst, als Eltingshausen im Jahr 1855 selbständige Pfarrei wurde.
Ebenfalls im Jahr 1745 begann Fürstbischof Adam Friedrich von Seinsheim auf Anregung durch den Würzburger Hauptmann und Ingenieur Müller mit dem Bau einer an Eltingshausen vorbeilaufenden Chaussee, die Würzburg mit Sachsen verbinden sollte. Einen ähnlichen Streckenverlauf wie die geplante Chaussee hatte bereits seit dem 11. Jahrhundert eine Trasse, die im 13. Jahrhundert als Teil einer „Rompilgerstraße“ angesehen wurde aber im 16. und 17. Jahrhundert so wenig Beachtung fand, dass sie auf der mainfränkischen Straßenkarte „Franconia“ von 1578/79 nicht eingezeichnet ist. Die unter Fürstbischof Seinsheim angelegte Strecke war Vorläufer der späteren Bundesstraße B 19.
Während des Siebenjährigen Krieges kam es von 1759 bis 1762 zu Truppenbewegungen auch im Raum Eltingshausen. Das Gleiche gilt für das Jahr 1792 im Rahmen des Ersten Koalitionskrieges; zusätzlich musste Eltingshausen sich im Jahr 1796 auch an den Kriegskosten beteiligen. Angaben über mögliche Kämpfe in Eltingshausen während des Koalitionskrieges gibt es keine. Im Verlauf der weiteren Koalitionskriege wurde auch der Eltingshäusener Caspar Beck eingezogen; sein Heer kämpfte 1809 und 1812 in Russland. Es ist anzunehmen, dass Berichte über Plünderungen in den Nachbarorten auch auf Eltingshausen zutreffen.
Die fehlenden Finanzmittel nach den Koalitionskriegen wirkten sich auch auf den Ausbau des Straßennetzes um Eltingshausen aus und führten – unter anderem auch durch häufige Regierungswechsel bedingt – ab 1794 zu einem Stillstand auf diesem Gebiet. Bis 1814 erfolgte unter dem großherzoglichen Baudirektor Heinrich von Bechmann lediglich eine Sanierung des vorhandenen Chausseenetzes. Unter von Bechmann begann wenige Jahre später der Bau einer Chaussee – der heutigen Bundesstraße 286 – nahe Eltingshausen. Diese wurde im Jahr 1816 unter Leitung des königlichen Wasser- und Straßenbau-Ingenieurs Schierlinger über eine Landstraße mit Verlauf durch Oerlenbach und Arnshausen mit Kissingen verbunden.

#### Bayerisches Königreich
Im Jahr 1802 erfolgte die Auflösung des Amtes Ebenhausen; im Jahr 1814 ging Eltingshausen mit dem Hochstift Würzburg an das Bayerische Königreich. Die Bauern wurden zur Entrichtung von Abgaben verpflichtet. Zum Zwecke von deren Sammlungen wurde in Eltingshausen etwa Ende des 17. bis Mitte des 18. Jahrhunderts eine neue Zehntscheune errichtet.
Am 24. Mai 1844 brach in Eltingshausen von der Gabelung der Ortsstraße nach Rottershausen bis zu oberen Kurve ein schweres Feuer aus und zerstörte 12 Wohnhäuser und 16 Scheunen. Im Rahmen der Wiederaufbauarbeiten wurde die Ortsstraße verbreitert.
In den 1850er Jahren wurde die nicht mehr benötigte Zehntscheune durch eine Hofstelle ersetzt; nach dem teilweisen Abriss der Scheune wurden ihre Steine zum Wohnhausbau genutzt.
Im Jahr 1855 entstand auf Grundlage einer 1829 begründeten Stiftung die Pfarrei Eltingshausen. Die Stiftung ging auf Johann Georg Kanz zurück, der am 10. Januar 1752 in Eltingshausen als Sohn eines Lehrers zur Welt kam und gegen Ende seines Lebens sein Vermögen zum Zweck der Pfarreigründung zur Verfügung stellte. Dieses Vermögen wurde von Kanz' Haushälterin testamentarisch um 1.500 Gulden ergänzt. Auch der am 29. Januar 1826 mit 34 Jahren an Lungenschwindsucht verstorbene Johann Georg Karch stellte sein Vermögen zur Verfügung; von dessen Onkel, dem am 4. Februar 1799 in Eltingshausen geborenen H. H. Pfarrer Alois Karch, stammt die Stiftung eines Jahrtages, eines silbernen Steh-Kruzifix und eines Kelches sowie eine Spende in Höhe von 100 Gulden für die Nebenaltäre.
Während des Deutschen Krieges von 1866 war die 4. JD bei Eltingshausen stationiert. Während der Kampfhandlung ergriffen die wehrfähige Jugend und die Bevölkerung die Flucht, konnten aber am 13. Juli 1866 wieder zurückkehren. Nach dem Krieg hatte Eltingshausen acht Gefallene zu verzeichnen. Im Oktober des Jahres machte der bayerische König Ludwig II. auch Station in Eltingshausen.
Nachdem einerseits das Territorium des Ortes gewachsen war und andererseits Fürstbischof Adam Friedrich von Seinsheim in Franken die allgemeine Schulpflicht ab dem sechsten Lebensjahr eingeführt hatte (was auch die Gründung eines Volksschullehrerseminars beinhaltete, um die Qualifikation der Lehrkräfte sicherzustellen), erforderten die steigenden Schülerzahlen im Jahr 1869 den Bau des „Alten Schulhauses“.
Ebenfalls in das Jahr 1869 fiel der Anschluss Eltingshausens an das seit 1851 in Mainfranken in Form der „Ludwigs-West-Bahn“ entstehende Schienennetz durch Planung eines Bahnhofes im nahen Oerlenbach. Dies sollte in Form einer Verschmelzung dreier möglicher Ausführungsmöglichkeiten geschehen. So war der Bau einer Eisenbahnstrecke von Schweinfurt über Oerlenbach nach Kissingen vorgesehen; eine zusätzliche Strecke sollte von Oerlenbach aus über Münnerstadt und Neustadt nach Meiningen führen. Das Projekt, dessen Kosten auf 6.641.000 Mark angesetzt war, scheiterte jedoch an Oerlenbach, dass keine Grundstücksfläche zur Verfügung stellen wollte, so dass der geplante Bahnhof nun in Ebenhausen entstand und die geplante Eisenbahnverbindung nach Meiningen entfiel. Während der Bauarbeiten kam es zu Schwierigkeiten, als sich u. a. der Bau der Teilstrecke beim Terzenbrunn als schwieriger als gedacht erwies, was zum Konkurs der Baufirma führte. Zudem wurde ein an den Bauarbeiten beteiligter Bauarbeiter erstochen; ein anderer, aus Oerlenbach stammender Bauarbeiter mit Namen Josef Kuhn wurde nahe dem Terzenbrunn von nachrutschenden Erdmassen erschlagen. Trotz aller Schwierigkeiten betrug die Verzögerung der Bauarbeiten lediglich drei Wochen, so dass die neue Bahnlinie am 15. September 1871 eröffnet wurde. Die Bauarbeiten führten zur Ansiedlung zahlreicher Arbeitskräfte aus Altbayern und der Oberpfalz, für die zusätzlich eine Bäckerei und zwei Krämerläden im Ort eröffnet wurden.
Während des Deutsch-Französischen Krieges von 1870/71 fielen acht Männer aus Eltingshausen. Die Eltingshäusener Zivilbevölkerung kam nicht zu Schaden, da hier keine Kampfhandlungen stattfanden.
Die Situation der Bauern erfuhr in der zweiten Hälfte des 19. Jahrhunderts eine Besserung durch Gründung von Genossenschaften sowie die Anschaffung von Maschinen wie einer Putzmühle für Getreide im Jahr 1864, einer Handdreschmaschine im Jahr 1872 sowie der ersten Dampfdreschmaschine.
Vor der Einrichtung einer technischen Wasserversorgung in Eltingshausen bezogen die Einwohner des Ortes ihr Wasser aus drei Brunnen im Ort, von denen sich einer vor dem Anwesen Max Karch, ein weiterer beim Anwesen Kaspar Ziegler (heutige Rosenstraße) und der dritte vor der neuen Schule befanden. Die Einwohner am Ortsausgang der Brünngasse entnahmen ihr Wasser dem „Wetterichsbrünn“ sowie einem 200 Meter nördlichen von diesem befindlichen Brunnen; ein sechster Brunnen „s klee Brünnle“ befand sich am Friedhofsweg in 200 Meter Entfernung vom Friedhof. Die seit jeher schwierige Wasserversorgung im Ort spitzte sich im Jahr 1896 derart zu, dass das Trinkwasser aus dem Terzenbrunn beschafft und das Vieh mit Wasser aus der Fränkischen Saale versorgt werden musste. Für eine längerfristige Lösung der Lage wurde im Jahr 1903 das Schöpfen von Wasser aus dem Ortsbrunnen reglementiert; zudem wurden im Ort weitere Brunnen angelegt.
Ein erneuter Anstieg der Schülerzahlen wurde von 1907 bis 1910 zunächst durch Abteilungsunterricht bewältigt; im Jahr 1910 wurde schließlich ein Hilfslehrer eingestellt; westlich der Kirche entstand im Jahr 1912 an der Stelle eines ehemaligen Bauernhofes die so genannte „zweite Schule“ (Baukosten: 20.090 Mark). Im Lauf der nächsten Jahrzehnte schwankte die Schülerzahl mehrfach; so gab es zwischen 1923 und 1934 keinen Hilfslehrer im Ort.

#### Erster Weltkrieg und Weimarer Republik
Der Erste Weltkrieg löste auch in Eltingshausen zunächst Begeisterung aus, der jedoch bald Ernüchterung folgte. Zur Verunsicherung trug der Befehl zur Ablieferung von zwei Kirchenglocken zwecks Einschmelzung und Verarbeitung zu Kriegsgütern bei. 14 Männer aus Eltingshausen fielen in den Kämpfen. Die meisten der zurückkehrenden Soldaten kamen unmittelbar nach Kriegsende nach Eltingshausen zurück. Die Feldarbeit war während des Krieges von 15 französischen Kriegsgefangenen erledigt worden, die nach Ende des Krieges ebenfalls in ihre Heimat zurückkehren konnten.
Nach dem Krieg konnte sich das Leben im Ort allmählich wieder normalisieren. So eröffneten neue Geschäfte, vor allem Kolonialwarenläden und Lebensmittelgeschäfte. Viele Geschäfte und Fabriken in der Region bis hin nach Schweinfurt boten den Eltingshäusenern Arbeit. Die Arbeitsbedingungen waren nicht immer einfach und die Stellen unsicher, doch war ein gewisses Auskommen möglich. Ein Zeichen des Aufschwungs war die immer größer werdende Anzahl von Fahrrädern, Motorrädern und Autos im Ort.
Auf Grundlage eines entsprechenden Vertragsschlusses durch Bürgermeister Karch am 29. Oktober 1921 begann im Jahr 1922 der Anschluss Eltingshauses an die Stromversorgung, die im Lauf der nächsten Jahre unter anderem durch Straßenbeleuchtung ausgebaut wurde.
Im Bestreben, die Wasserversorgung des Ortes zu stabilisieren, beschloss die Gemeindeverwaltung im Jahr 1928, eine Wasserleitung zu drei Brunnen zu bauen, die sich am Rottershäuser Weg 300 Meter außerhalb des Ortes befanden. Ein Münchner Unternehmen wurde mit der Ausführung des Projekts beauftragt. Nachdem bereits 30.000 RM verbaut waren, musste das Projekt jedoch eingestellt werden, da sich die drei Brunnen als nicht ergiebig genug für eine zuverlässige Wasserversorgung herausstellten. In den Jahren 1936/37 erfolgte der Anschluss an den „Zweckverband zur Wasserversorgung der Rhön-Maintal-Gruppe“. Hierfür erfolgte die Fassung von 14 Hangquellen am Fuße des Kreuzberges im Kellerbachtal und eine Fernleitung nach Eltingshausen verlegt. Am Hörith, einer Höhe im Nordwesten Eltingshausen, wurde am 14. November 1937 ein Hochbehälter eingeweiht, dessen Druck im Lauf der Zeit auf Grund der Bebauung höher gelegener Gebiete im Lauf der Zeit durch eine Pumpe verstärkt werden musste und dessen Kapazität in den 1960er Jahren von 1.000 m³ auf 3.000 m³ erhöht wurde.
Um Krankheiten und Seuchen durch die bisherige Abwasserentsorgung in die Straßengräben abzustellen, wurde im Mai 1960 ein Architekturbüro mit dem Bau einer Ortskanalisation beauftragt. Eltingshausen trat zur besseren Durchführung des Projektes dem Abwasserverband „Obere Werntalgemeinden“ bei, dessen Planungen bis nach Oerlenbach reichten. Von 1963 bis 1966 wurden die unterirdischen Leitungen verlegt, die das Abwasser über Oerlenbach in die in Geldersheim befindliche vollbiologische Kläranlage leiten.

#### Nationalsozialismus und Zweiter Weltkrieg
Erste Anzeichen der NS-Zeit in Eltingshausen waren die Gründung von Hitlerjugend-Verbänden und Erwachsenen-Organisationen im Jahr 1933, deren Tätigkeit im Ort sich allerdings in Grenzen hielt. Ansätze von Euphorie zu Beginn des Zweiten Weltkrieges wichen der Trauer, als der erste Eltingshäusener, der 19-jährige Ludwig Markert, im Krieg fiel. Die einberufenen Männer des Ortes, deren Arbeitskraft auf den Feldern während des Krieges fehlte, wurden notdürftig durch Landarbeiter aus Polen ersetzt. Wegen des Luftkrieges im Rheinland und dem Saargebiet wurden während des Krieges zahlreiche dort ansässige Familien in Eltingshausen untergebracht.
Am 17. August 1943 war der erste Angriff auf Schweinfurt, das kriegswichtige Kugellagerindustrie beherbergte, bis nach Eltingshausen zu spüren. Bei einem weiteren Angriff auf Schweinfurt starben auch drei Männer aus Eltingshausen, die in Schweinfurt Arbeit gefunden hatten. Eltingshausen selbst war mehrfach gefährdet, so zum Beispiel, als ein getroffener Bomber über den Ort hinwegflog, aber in Elfershausen notlanden konnte. Im April 1944 warf ein feindliches Flugzeug Bomben über Eltingshausen ab, die aber auf Feldgebiet landeten. Ab Mitte 1944 gab es über dem Ort immer häufiger Tieffliegerangriffe, die die Muna und das Lufttanklager in Oerlenbach zum Ziel hatten und die Arbeit auf dem Feld beeinträchtigten. Kurz vor Kriegsende bettelten zahlreiche Arbeitskräfte der Muna, großteils Russen, um Lebensmittel. Eine deutsche Maschine wurde von fünf amerikanischen Jagdflugzeugen abgeschossen; für den Piloten kam jede Hilfe zu spät. Am 30. März 1945, einem Karfreitag, wurde Eltingshausen das Ziel von Bombenbeschuss.
Ende März/Anfang April des Jahres 1945 erreichten nach Hammelburg ziehende amerikanische Truppen Eltingshausen; bei der Verteidigung des Ortes fielen zwei deutsche Soldaten; eine Scheune fing Feuer. Während der Löscharbeiten wurden drei deutsche Soldaten wegen ihrer Bewaffnung von amerikanischen Soldaten angeschossen, wobei auch zwei Zivilisten verletzt wurden (Einer der Soldaten war sofort tot, zwei andere schwer verletzt. Einer der beiden Zivilisten starb eine Woche später, der andere erholte sich nach längerer Zeit von seinen schweren Verletzungen). Am nächsten Tag fiel Eltingshausen endgültig. Nach Abzug der US-Truppen kontrollierten Nachhuten und Versorgungseinheiten für eine weitere Woche den Ort. Die Umgebung wurde nach Verwundeten sowie nach Kriegsmaterial durchsucht. Die insgesamt fünf gefallenen Soldaten (drei deutsche und zwei amerikanische) wurden zunächst auf dem Friedhof von Eltingshausen bestattet, später aber auf Soldatenfriedhöfe umgebettet.
Noch nach Kriegsende stießen zwei amerikanische Maschinen über Eltingshausen zusammen. Einer der Piloten kam ums Leben, der andere konnte sich mit dem Schleudersitz retten.
Am 30. August 1953 wurde in Eltingshausen ein Kriegerdenkmal für die Gefallenen und Vermissten des Ortes eingeweiht. Es trägt die Namen der 28 aus Eltingshausen stammenden Gefallenen. Einige Familien des Ortes hatten auch Vermisste zu beklagen.

#### Eltingshausen nach 1945
Nach dem Krieg wandelte sich die Dorfgemeinschaft, da einige nach Eltingshausen evakuierte Familien im Ort blieben. Es siedelten sich Unternehmen und Geschäfte an. Durch die Ansiedlung von Flüchtlingsfamilien stieg auch die Schülerzahl auf 152 Kinder und erforderte die Anstellung einer dritten Lehrkraft. Nachdem die dritte Lehrerstelle 1949 auf Grund erneut sinkender Schülerzahlen gestrichen werden musste, konnte im Jahr 1961 auf Grund ausreichend großer Schülerzahlen wieder eine dritte Lehrkraft eingestellt werden.
Bedingt durch einen Anstieg des Energiebedarfes begann am 6. Juli 1957 eine Modernisierung des örtlichen Stromnetzes; zusätzlich wurden die Straßenlaternen auf Leuchtstoffröhren umgestellt und ihre Anzahl auf 91 erhöht.
Von 1958 bis 1964 erfolgte die Eltingshäusener Flurbereinigung. Die Flurbereinigung schuf die nötigen Räumlichkeiten für die Anlage neuer Grundstücke sowie (im Jahr 1965) die Errichtung eines neuen Friedhofs und ermöglichte den Bau einer Verbindungsstraße nach Rottershausen; ferner wurde das Erscheinungsbild des Ortes städtischer.
In den 1960er Jahren wurde der Eltingshäusener Pfarrer Hugo Conrad, der auch mit der Seelsorge in Oerlenbach betraut war, von der Bischöflichen Behörde mit dem Bau einer neuen Oerlenbacher Kirche beauftragt. Dies bedeutete auch seinen Umzug in das in diesem Rahmen in Oerlenbach neu entstandene Pfarrhaus; die von vielen Bürgern Eltingshausens geäußerten Bedenken einer Benachteiligung ihres Ortes erwiesen sich jedoch als unbegründet.
Am 1. November 1960 begann auf Grund sanierungsbedürftiger sanitärer Einrichtungen ein Umbau der alten Schule; die Modernisierung der neuen Schule fand im Folgejahr statt. Durch Beschluss vom 28. Mai 1969 wurden die katholischen Bekenntnisschulen Oerlenbach, Ebenhausen und Eltingshausen durch eine Verbandsschule mit Sitz in Oerlenbach ersetzt. Das Gebäude der alten Schule von Eltingshausen fand Verwendung als Jugendheim, während in jenem der neuen Schule ein Lebensmittelgeschäft eingerichtet wurde.
Im Jahr 1966 begann in Eltingshausen die Durchführung einer öffentlichen Müllabfuhr, die zunächst durch einen von der Gemeinde beauftragten Unternehmer in Form einer wöchentlichen Müllbeseitigung umgesetzt wurde und im Jahr 1974 unter die Verwaltung des Landkreises kam.
Am 1. Januar 1972 wurde Eltingshausen im Rahmen der Gebietsreform in Bayern nach Oerlenbach eingemeindet.
Ein weiterhin steigender Bedarf an elektrischer Energie in Eltingshausen machte eine erneute Modernisierung des Stromnetzes nötig; diese bestand einem Ersatz der bis dahin Dachständer durch eine unterirdische Verlegung von Stromkabeln. Am 1. Januar 1985 ging das in den Jahren 1963/64 vom Bayernwerk errichtete Schaltwerk, das den in Schweinfurt erzeugten Strom nach Eltingshausen weiterleitet, an das Überlandwerk über.

### Bevölkerungsentwicklung
| Jahr | Einwohnerzahl |
| ---- | ------------- |
| 1350 | ca. 100       |
| 1650 | ca. 150       |
| 1745 | ca. 200       |
| 1904 | 374           |
| 1939 | 533           |
| 1950 | 710           |
| 1961 | 789           |
| 1971 | 887           |
| 2007 | 1.007         |

## Bauwerke und Anlagen

### St.-Martins-Kirche
Die heutige St.-Martins-Kirche wurde 1745 eingeweiht und ersetzte einen höchstwahrscheinlich im 14. Jahrhundert entstandenen Vorgängerbau. Von 1744 bis 1746 wurde das Langhaus des heutigen Kirchengebäudes errichtet; zur gleichen Zeit wurde ein neuer Friedhof angelegt.
Zwischen 1909 und 1911 erfolgte eine erste Renovierung. Im Jahr 1947 begann nach einjähriger Vorbereitung eine Erweiterung der Kirche, die nach Beendigung der Umbauarbeiten am 11. November 1949 durch Bischof Julius Döpfner konsekriert wurde.

### Umspannwerk
Eltingshausen ist Standort eines 110 kV-Umspannwerks von E.ON, von dem Leitungen nach Brendlorenzen, Bad Kissingen, Trennfurt und Schweinfurt abgehen. Zu dieser Anlage gehört auch ein außerhalb des Stationsareals gelegener Richtfunkturm, der als Stahlfachwerkkonstruktion ausgeführt ist.

## Tradition

### Klappern
Das Klappern ist ein Brauch, der in katholischen Gegenden, eben so auch in Eltingshausen in der Karwoche gepflegt wird. Dabei ziehen Kinder (früher Ministranten) mit Klappern (hölzernen Instrumenten), durch die Straßen, um die Gläubigen mit unterschiedlichen Sprüchen an die Gebetszeiten (da die Kirchenglocken in dieser Zeit nicht läuten) und Andachten zu erinnern.
In Eltingshausen treffen sich die Kinder kurz vor dem Klappern am Backhäuschle und werden von den Klapperchefs (Firmlinge des aktuellen Jahres; da nicht mehr jedes Jahr eine Firmung im Ort ist, kann auch die aktuelle 7. Schulklasse genommen werden) die Gruppen (Oberdorf & Unterdorf) eingeteilt. Je nach Anzahl der Kinder teilen sich die Kinder so auf, dass alle Straße abgelaufen werden können. Nachdem die Kinder ein paar Meter gelaufen sind, hebt der Vorratscher zum Kommando während des Marschierens seine Hand oder die Ratsche über seinen Kopf, und der Rest der Gruppe hört mit dem Ratschen auf. Wenn so die letzte Ratsche verstummt ist, wird der Spruch aufgesagt, bevor das Ratschen weitergeht.

## Vereinsleben
Ein Großbrand im Mai 1844, bei dem 75 % der Anwesen in Eltingshausen zerstört wurden, führte noch im selben Jahr zur Gründung einer „Bürgerwehr“. Spätestens am 1. Juli 1873 entstand im Ort ein Feuerwehrverein, der ab 11. Mai 1888 auch zum Bayerischen Landesfeuerwehrverband gehörte. Der Mai 1888 wurde lange Zeit auch als Zeitpunkt der Grund angesehen. Ab dem Jahr 1897 verfügte der Verein über eine Saug- und Druckspritze sowie ab 1980 über eine fahrbare, 12 Meter lange Schiebeleiter. Zu den Auswirkungen der NSDAP-Herrschaft auf den Verein zählte, dass die Position des Kommandanten durch die eines Wehrführers ersetzt wurde. Im Jahr 1957 erwarb der Verein die erste Motorspritze TS 8/8; im Folgejahr veranstaltete der Verein unter dem Motto „70 Jahre Freiwillige Feuerwehr“ das erste Feuerwehrfest einschließlich eines Festzuges im Ort. Nachdem der Verein im Mai 1973 den Bau des Feuerwehrhauses mit Mannschaftsraum sowie die Anschaffung des Tragkraftspritzenfahrzeugs TSF und einer Feuersirene mit einem kleinen Fest feierte, konnte im Mai 1974 ein großes Fest mit Gottesdienst und Fahnenweihe sowie einem Festzug durch Eltingshausen gefeiert werden. Als im Zuge der Gemeindegebietsreform das Archiv der Gemeinde Eltingshausen in den Jahren 1980/81 nach Oerlenbach verlegt wurde, tauchten Gründungsunterlagen, die Gründungssatzung sowie die Gründungsurkunde auf, durch die sich der 1. Juli 1873 als der eigentliche Gründungstermin des Vereins herausstellte. Auf Grund Terminmangels wurde am 17. und am 18. Juli 1983 das 110-jährige Gründungsfest am Feuerwehrhaus gefeiert und vom 19. bis 21. Mai 1984 ein großes Fest mit Festzug begangen. Heutzutage besteht das Tätigkeitsfeld der Feuerwehr lediglich zu einem Drittel aus der Brandbekämpfung; zu ihren weiteren Einsatzgebieten inzwischen technische Hilfeleistungen bei Unfällen und sonstigen Notlagen.
Zur Förderung der Kameradschaft unter den Kriegsveteranen entstand im Jahr 1882 in Eltingshausen der Kriegerverein. Am 25. Januar 1899 fand die kirchliche Weihe der für 700 Goldmark angeschafften Fahne statt. Von dem Verbot der Kriegervereine nach Ende des Zweiten Weltkrieges war auch der Eltingshäusener Kriegerverein betroffen; er wurde aber am 1. Juni 1953 wiedergegründet. Am 1. Mai 1967 schloss sich der Verein dem DSKB an, was seine Umbenennung in „Soldaten- und Kriegerkameradschaft“ zur Folge hatte. Am 14. Juni 1970 führte Pfarrer Rützel die kirchliche Weihe der für 1.200 DM restaurierten Fahne aus.
Im Jahr 1902 entstand der Gesangsverein Fidelia und entwickelte ein florierendes Vereinsleben. Die Fahne des später in Gesangverein Frohsinn umbenannten Vereins wurde im Jahr 1952 geweiht. Mit Amtsaufgabe des letzten Dirigenten Hubert Stickelmaier kam die Tätigkeit des offiziell noch bestehenden Vereins zum Erliegen.
Der Fußballverein FC Frankonia Eltingshausen wurde im Sommer 1912 zunächst unter dem Namen F. C. Viktoria Eltingshausen gegründet. Nach durch den Ersten Weltkrieg bedingten Beeinträchtigungen ab dem Jahr 1914 konnte der Verein seinen Spielbetrieb erst 1917 wieder aufnehmen. Im Jahr 1920 kam es unter den jüngeren Mitgliedern zu Zerwürfnissen, woraufhin 30 Mitglieder noch im selben Jahr mit der FC Frankonia Eltingshausen einen neuen Verein gründeten; der sich dem Sport sowie gesellschaftlichen Ereignissen sowohl innerhalb des Vereins als auch im ganzen Dorf widmete. Am 9. September 1923 führte Pfarrer Josef Frey die kirchliche Standartenweihe der neu erworbenen Fahne durch. Der Verein trat dem „Arbeitgebersportverband“ (1927) und dem „Deutschen Fußball-Verband“ (20. November 1933) bei. Durch den Zweiten Weltkrieg kam der Spielbetrieb erneut zum Erliegen und konnte erst am 1. März 1946 wieder aufgenommen werden. Bedingt durch die Entnazifizierungsmaßnahmen, wurde 1947 der Vorstand umgeformt; nach der Währungsreform von 1948 musste die Vereinskasse saniert werden. Der bis heute in Vereinsbesitz befindliche Sportplatz „Am Wasserwerk“ konnte 1950 für 2.000 DM erworben und 1955 eingeweiht werden; die Einweihung des Vereinsheims erfolgte am 13. September 1959. Nach Aufstieg in die B-Klasse im Jahr 1951 und vorübergehendem Aufenthalt in der C-Klasse (1955) spielte sich der Verein über die B-Klasse (1956) in die A-Klasse (von 1957 bis 1959). Ein erster Erfolg der Jugendarbeit war im Jahr 1966 das Erreichen der Meisterschaft in Gruppe 8. Nach Erweiterungsarbeiten am Vereinsheim fand dessen Neueinweihung am 11. Mai 1972 statt; diese bildete auch den Auftakt zu den Feierlichkeiten vom 18. bis 23. Mai zum 60-jährigen Vereinsjubiläum, in dessen Rahmen eine neue Fahne geweiht wurde. Im November 1972 entstand im Verein eine Damen-Gymnastikgruppe. Im Jahr 1973 verfehlte die Fußballabteilung knapp den Aufstieg in die A-Klasse. Nach einem Abstieg in die C-Klasse im Jahr 1976 kehrte die Mannschaft 1978 in die B-Klasse zurück, stieg aber 1980 wieder in die C-Klasse ab. Am 23. November 1979 wurde eine Tennisabteilung gegründet, die mit 50 Teilnehmern startete. Im Jahr 1980 erreichte die Fußball-Jugendmannschaft die Kreisklasse 2 und hielt diese bis 1983. Am 19. August 1980 begannen Erweiterungsarbeiten in der Sportanlage, in den Jahren 1981 und 1982 entstanden die drei Tennisplätze des Vereins. Im Jahr 1983 wurde das 400. Mitglied aufgenommen; ein Jahr später entstand ein neuer Sportplatz, der im Mai 1985 eingeweiht wurde. Nach einem kurzfristigen Aufstieg der Mannschaft in die B-Klasse im Jahr 1984 kehrte sie ein Jahr später wieder in die C-Klasse zurück.
Der Burschenverein Eltingshausen wurde im Jahr 1924 vom frisch angetretenen Pfarrer Leo Simon gegründet; die Fahne des 50 – 60 Mitglieder starken Vereins erfolgte 1925. Zu Beginn der NSDAP-Herrschaft war auch der Burschenverein Eltingshausen vom Verbot der Burschenschaften betroffen; die Vereinsfahne wurde vor der drohenden Zerstörung durch Verbrennen durch Versteck in einem Privathaus gerettet.
Im Jahr 1924 gründete Pfarrer Leo Simon den heutigen Kindergartenverein St. Martin, der zunächst Johannis-Zweigverein hieß; am 11. Oktober erfolgte die Eintragung der Satzung beim Amtsgericht Bad Kissingen. Am 9. Mai 1926 konnten Oberin M. Franka und M. Hermenfrieda von den „Schwestern vom Heiligen Erlöser“ in dem im Vormonat frei gewordenen Raum der II. Schulstelle eine Schwesternstation einrichten und eine Kinderbewahranstalt sowie ambulante Krankenpflege. Als die Räumlichkeiten wieder für Unterrichtszwecke gebraucht wurden, kam die Kinderbewahranstalt ab 9. Mai 1934 vorübergehend im Anwesen von Edmund Hemberger unter und bezog wenig später auf einem von Landwirt Konrad Werner zur Verfügung gestellten Grundstück ein eigenes Gebäude, das im Oktober 1938 eingeweiht wurde. Auch während des Zweiten Weltkrieges konnte der Kindergarten weiterhin Kinder betreuen und stellte nach dem Krieg während der Renovierung der Kirche seine Räumlichkeiten für Gottesdienste und Taufen zur Verfügung. Am 27. Januar 1963 wurde der Verein nach dem Kirchenpatron des Ortes, dem Heiligen Martin, in St.-Martins-Verein umbenannt. Wegen Mangels an Schwesternnachwuchs musste die Schwesternstation am 15. Oktober 1966 aufgegeben werden. Ab seiner Neueröffnung am 1. August 1967 wurde der Kindergarten von einer pädagogischen Fachkraft betreut. Im Jahr 1975 wurde der Kindergarten umgebaut und erweitert; der Neubau konnte am 12. Oktober von Dekan Wilhelm Zirkelbach eingeweiht werden. Non konnten – auch nach einem vorübergehenden Rückgang der Zahl der betreuten Kinder Anfang der 1980er Jahre – zwei Kindergruppen betreut werden.
Im Jahr 1949 entstand mit dem Verein Sulzthal und Umgebung ein Reiterverein in Eltingshausen, das die Hälfte der Vereinsmitglieder stellte. Im Jahr 1952 veranstaltete der Verein ein Reitturnier im Ort. Drei Jahre später musste der Verein seine Tätigkeit einstellen, da immer weniger Pferde gehalten wurden.
Kurz nach Ende des Zweiten Weltkrieges legten zwei Eltingshäusener Bürger den Grundstein für die späteren Musikfreunde Eltingshausen, als sie mit Hilfe auswärtiger Musiker kirchliche und andere festliche Anlässe musikalisch gestalteten. Im Lauf der Zeit konnten auch jüngere Mitglieder gewonnen werden. Einen weiteren Zulauf bedeutete im Jahr 1982 die Erweiterung des Repertoires um Unterhaltungsmusik. Zu dieser Zeit bekam die Vereinigung ihren Namen Musikfreunde Eltingshausen.
Am 25. September 1954 wurde der Brieftaubenverein 05923 „Schlagtreue“ Eltingshausen zunächst im nahen Poppenhausen Am gleichen Abend wurden der Verstand und der Vereinsname gewählt sowie der Anschluss an die Reisevereinigung Schweinfurt beschlossen. Zu den ersten Erfolgen der Anfangsjahre gehörte, dass zwei Vereinsmitglieder RV-Meister wurden. Im Jahr 1962 verlegte der Verein, als in Poppenhausen die Stückgutabfertigung eingestellt wurde, seinen Sitz zunächst nach Ebenhausen und dann, mit Schließung des Ebenhäusener „Bahnhofhotels“ im Jahr 1967, nach Eltingshausen. Im Jahr 1969 trat der Verein unter dem Namen „Schlagtreue Eltingshausen“ zur RV Bad Kissingen über. Im Jahr 1972 stellte der Verein bei der RV-Ausstellung den Gesamtsieger. Der Verein engagiert sich jedes Jahr bei den Flügen der „Aktion Sorgenkind“.
Über die Gründung des L.K.K.S.B. Hubertus Eltingshausen, des Vorgängervereins des heutigen Schützenvereins Hubertus Eltingshausen, gibt es keine Unterlagen mehr. Der heutige Schützenverein Hubertus Eltingshausen entstand am 3. April 1965. In einer Mitgliederversammlung am 24. April 1965 wurde die Finanzierung einer Vereinsanlage geregelt. Der erste von mehreren erfolgen war der Plas als zweiter C-Klassen-Sieger des Rhön-Saale-Gaus im Jahr 1965; dort war der Verein ab 1970 regelmäßig an der Spitze der Einzel- oder Mannschaftswertung präsent. Am 26. Januar 1973 wurde die Satzung des Vereins in das Vereinsregister eingetragen, am 19. März 1973 seine Gemeinnützigkeit vom Finanzamt Schweinfurt anerkannt. Im gleichen Jahr wurde der Verein um ein Wappen bereichert sowie das Vereinszimmer umgebaut. Im Jahr 1974 erwarb der Verein einen fahrbaren Wagen als Schießbude sowie eine Vereinsfahne. Im Laufe des Jahres veranstaltete der Verein zahlreiche erfolgreiche Ereignisse wie zum Beispiel das zehnjährige Gründungsfest mit Gaukönigsschießen und Fahnenweihe, deutsch-amerikanisches Freundschaftsschießen und Freundschaftsschießen mit dem Bundesgrenzschutz. Nach entsprechender Vorplanung konnte am 30. April 1984 mit der Gemeinde Oerlenbach ein Vertrag über ein in die dortige Mehrzweckhalle integriertes Schützenheim mit Schießanlage abgeschlossen werden.
Als sich 1976 die ersten Senioren zur Seniorengemeinschaft trafen, hatten die Senioren Eltingshausen noch geringen Zulauf. Dies änderte sich im Jahr 1981 mit einem Führungswechsel. Es wurden Halbtagesausflüge sowie – im Winter – Zusammenkünfte im Gemeindesaal organisiert. Die Senioren Eltingshausen erlangten im Dekanat eine Vorreiterrolle auf dem Gebiet der Altenbetreuung.
Die Vereinsgemeinschaft Eltingshausen entstand im Jahr 1975 im Rahmen des ersten Heimatfestes des Ortes, als Geld für den Bau eines Kinderspielplatzes zwischen Steinstraße und St.-Martin-Straße gesammelt wurde. Der Verein machte es sich zur Aufgabe, zu Gunsten des kulturellen und sozialen Lebens im Ort die örtlichen Vereine zu koordinieren und das Brauchtum zu fördern. Die Vereinsgemeinschaft Eltingshausen erlangte bald eine Vorbildfunktion für andere Dorfvereine in der Region. Im Jahr 1977 rief die Vereinsgemeinschaft eine Trachten-Tanzgruppe ins Leben.

## Persönlichkeiten

### Bürgermeister
| Name              | Amtszeit                | Amtsbezeichnung                  |
| ----------------- | ----------------------- | -------------------------------- |
| Johann Greubel    | 1822 – 1824             | Ortsvorsteher                    |
| Kaspar Karch      | 1. Oktober 1824 – 1827  | Ortsvorsteher                    |
| Philipp Hemberger | 1. Oktober 1827 – 1833  | Ortsvorsteher                    |
| Michael Werner    | 1. Oktober 1833 – 1839  | Ortsvorsteher                    |
| Kaspar Werner     | 1. Oktober 1839 – 1860  | Ortsvorsteher                    |
| Johann Bieber     | 15. Oktober 1860 – 1866 | Ortsvorsteher                    |
| Joseph Roth       | 1. Mai 1866 – 1866 (†)  | Ortsvorsteher                    |
| Georg Reuß        | 1. Oktober 1866 – 1876  | Bürgermeister (ab 19. Juli 1869) |
| Joseph Werner     | 1. Januar 1876 – 1881   | Bürgermeister (ab 19. Juli 1869) |
| Georg Herterich   | 1. Januar 1882 – 1893   | Bürgermeister (ab 19. Juli 1869) |
| Georg Greubel     | 1. Januar 1894 – 1899   | Bürgermeister (ab 19. Juli 1869) |
| Philipp Hemberger | 1. Januar 1900 – 1911   | Bürgermeister (ab 19. Juli 1869) |
| Georg Beck        | 1911 – 1919             | Bürgermeister (ab 19. Juli 1869) |
| Alois Karch       | 1. Juli 1919 – 1924     | Bürgermeister (ab 19. Juli 1869) |
| August Herterich  | 1. Januar 1925 – 1933   | Bürgermeister (ab 19. Juli 1869) |
| Edmund Reuß       | 1. Mai 1933 – 1945      | Bürgermeister (ab 19. Juli 1869) |
| August Greubel    | 25. August 1945 – 1960  | Bürgermeister (ab 19. Juli 1869) |
| Karl Karch        | 1. Mai 1960 – 1971      | Bürgermeister (ab 19. Juli 1869) |

### Pfarrer
| Name                  | Amtszeit    |
| --------------------- | ----------- |
| Georg Conrad Clarmann | 1855 – 1872 |
| Franz Reisinger       | 1873 – 1878 |
| Friedrich Kraemer     | 1878 – 1887 |
| Andreas Glücker       | 1888 – 1909 |
| Joseph Frey           | 1909 – 1924 |
| Leo Simon             | 1924 – 1933 |
| Franz Herrbach        | 1933 – 1946 |
| Alban Roßteuscher     | 1946 – 1961 |
| Hugo Konrad           | 1961 – 1967 |
| Ludwig Rützel         | 1967 – 1985 |
| Balthasar Amberg      | 1986 – 2014 |